# قياس التنامي

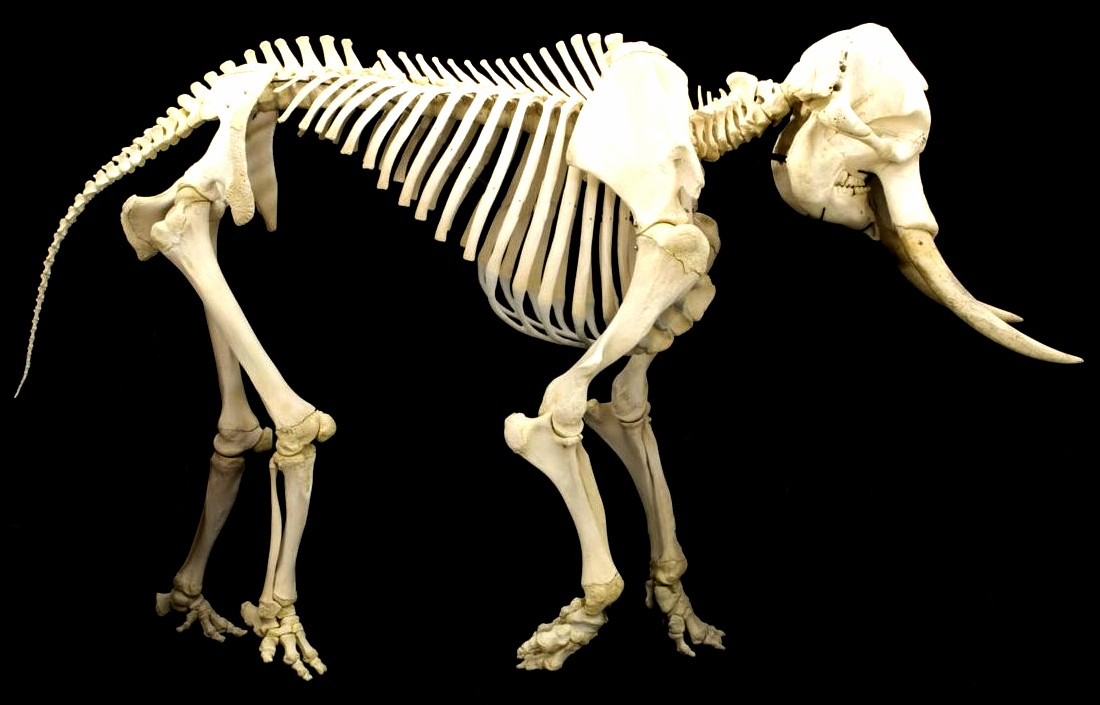
هيكب عظمي للفيل

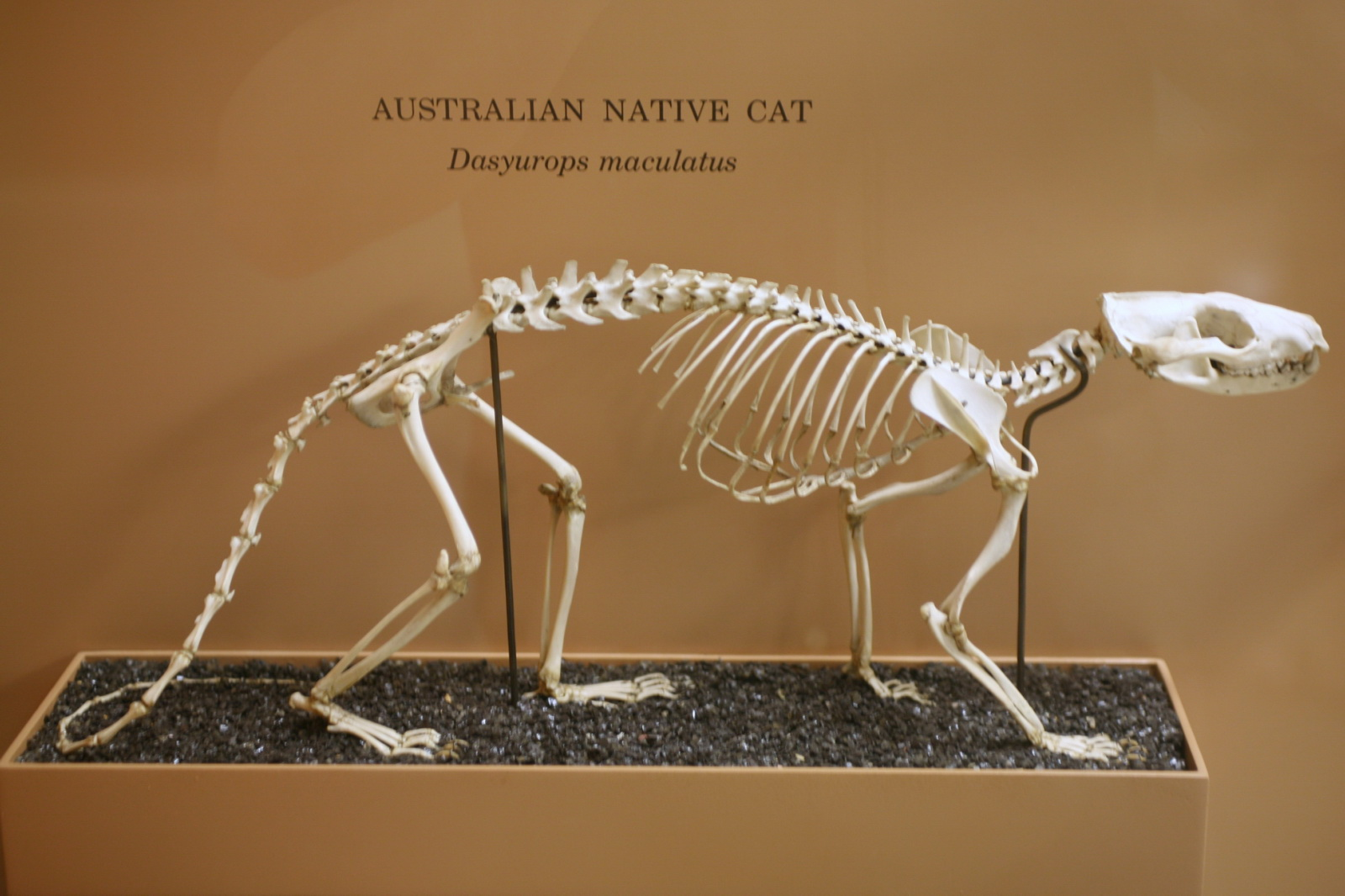
هيكل عظمي لأحد الدصيورات

قياس التنامي أو قياس التباين (باللاتينية: Allometria) هو دراسة العلاقة بين حجم وشكل الجسم، التشريح، الفيزيولوجيا وأخيرا السلوك،.
وقياس التنامي هو دراسة معروفة، ولا سيما في مجال التحليل الإحصائي للشكل تطوراتها النظرية، وكذلك في التطبيقات العملية لعلم الأحياء في معدلات النمو المتفاوت لأجزاء من جسم الكائن الحي.
بالإضافة إلى الدراسات التي تركز على النمو وقياس التنامي يدرس أيضا تباين شكل بين الأفراد في سن معينة (والجنس)، والتي يشار إليها على أنها ثابتة قياس التنامي. وتستخدم أنواع المقارنات بين الأنواع لفحص أو قياس التنامي التطوري (انظر أيضا النشوء والتطور أساليب المقارنة).

## القياس الفسيولوجي
العديد من العمليات الفسيولوجية والبيوكيميائية (مثل معدل ضربات القلب ومعدل التنفس أو معدل التكاثر كحد أقصى) تبدي تقاس، ويرتبط معظمها مع النسبة بين مساحة السطح والكتلة (أو وحدة التخزين) من الحيوان. معدل الأيض للحيوان الفرد هو أيضا عرضة للقياس.
- معدل الأيض وكتلة الجسم
- خصائص العضلات متفاوت
- قياس التنامي للتنقل ارجل

## هندسة التفاوت
هندسة التفاوت هو طريقة لمعالجة العلاقات المتفاوتة داخل أو بين الجماعات.[[

## مزيد من القراءة
- Calder, W. A. (1984). Size, function and life history. Cambridge, Mass.: Harvard University Press. ISBN:0-674-81070-8.
- McMahon, T. A. and J. T. Bonner (1983). On Size and Life. New York: Scientific American Library. ISBN:0-7167-5000-7.
- Niklas, K. J. (1994). Plant allometry: The scaling of form and process. Chicago: University of Chicago Press. ISBN:0-226-58081-4.
- Peters, R. H. (1983). The ecological implications of body size. Cambridge: Cambridge University Press. ISBN:0-521-28886-X.
- Reiss, M. J. (1989). The allometry of growth and reproduction. Cambridge: Cambridge University Press. ISBN:0-521-42358-9.
- Schmidt-Nielsen, K. (1984). Scaling: why is animal size so important?. Cambridge: Cambridge University Press. ISBN:0-521-31987-0.
- Samaras، Thomas T. (2007). Human body size and the laws of scaling: physiological, performance, growth, longevity and ecological ramifications. Nova Publishers. ISBN:1-60021-408-8. book entry في كتب جوجل

## وصلات خارجية
- FDA Guidance for Estimating Human Equivalent Dose (For "first in human" clinical trials of new drugs)